# Autofelație

Fotografie a unui om ce realizează o autofelație.

Autofelația este actul de stimulare orală a propriului penis, ca o formă de masturbare. Poate fi efectuat doar de bărbații care au destulă flexibilitate, penisul destul de mare sau o combinație între cele două (aproximativ 3 din 1000 de bărbați sunt capabil de acest lucru) . Autofelația este un subgen al pornografiei.

## Istorie
Egiptologul David Lorton afirmă că multe texte antice fac referire la autofelație în religia egipteană, atât în rândul zeilor cât și în rândul celor care efectuau ritualuri religioase. Conform spuselor lui Lorton, în papirusul Bremner-Rhind 28, 20-24, într-un document intitulat „Cartea înfrângerii lui Apophis”, există un poem în care se povestește cum regele soarelui Ra i-a creat pe zeul Shu și pe zeița Tefnut făcând de unul singur o felație și eliminând sperma pe pământ. În textele antice egiptene acest act este efectuat deobicei de zeul Atum, iar majoritatea textelor menționează numai eliminarea spermei sau masturbarea, niciodată ambele.
Michel Foucault citează din Oneirocritica lui Artemidorus, identificând actul de a „[îți] lua propriul organ sexual în propria gură” ca fiind unul dintre cele trei metode de a săvârși „relații de unul singur”. Artemidorus era de părere că visele despre acest act „nefiresc” prevesteau moartea unui copil, pierderea unei femei sau o perioadă de mare sărăcie.

## Aspecte fizice
Puțini bărbați au destulă flexibilitate și un penis destul de lung pentru a efectua în siguranță un frontbend (în traducere: „îndoire pe față”). Totuși, flexibilitatea în creștere obținută prin poziții asistate gravitațional, și prin antrenamentul fizic precum gimnastica, contorsionismul sau yoga, fac autofelația posibilă pentru unele persoane. Biologii americani Craig Bartle și Alfred Charles Kinsey au declarat că mai puțin de 1% din bărbați pot face cu succes contact oral cu propriul penis și că numai doi sau trei bărbați din o mie pot efectua o autofelație completă. În trecut, autofelația era considerată de știința behavioristă mai degrabă o problemă decât o metodă de practică sexuală.

## În cultura populară
Deși există relativ puține filme pornografice care implică autofelația, unii actori pornografici precum Ron Jeremy s-au remarcat pentru această abilitate în unele filme din anii 1970. Alți actori, printre care Scott O'Hara, Cole Youngblood, Steve Holmes și Ricky Martinez au apărut efectuând autofelații, iar această practică a devenit un subgen al pornografiei care implică masturbarea. În romanul semi-autobiografic din 1970 al lui Brian W. Aldiss The Hand-Reared Boy, autorul descrie masturbările în grup efectuate la un internat britanic. Unul dintre băieți, având un penis remarcabil de mare, era capabil să facă de unul singur o felație, lucru pe care naratorul, Horatio Stubbs, îl confirmă.
Comedianul Bill Hicks a elaborat o des citată remarcă asupra subiectului de felație: „O femeie strigă într-o noapte: «Da, ai încercat să faci asta vreodată?» Eu spun, da. Aproape mi-am rupt spatele”. Kevin Smith a dezvoltat o temă asemănătoare („Și-a rupt gâtul în încercarea de a-și suge propria pulă”)  în filmul său de debut din 1994, Funcționarii. Scenaristul și regizorul Larry David, în filmul Struguri acri din 1998, a folosit autofelația ca un subiect repetat, cu câteva menționari și secvențe fără sunet ilustrând un actor principal efectuând de unul singur o felație pe întreaga durată a filmului. În cel de-al 26-lea sezon (2000-2001) al bine cunoscutei emisiuni de comedie Saturday Night Live, Will Ferrell interpretează un bărbat care se alătură unui curs de yoga în dorința de a fi capabil să realizeze de unul singur o felație, pentru a putea ajunge la Samadhi. În una dintre secvențele următoare, personajul reușește după trei ani de efort. Secvența de început a filmului Shortbus - O comedie exxxtremă din 2006 îl prezintă pe James (interpretat de Paul Dawson) efectuând de unul singur o felație, filmându-se în timp ce un vecin îl urmărește voaioristic.

### În artă
În 1993, artista feministă americană Kiki Smith a creat o sculptură de ceară, în mărime naturală, intitulată Mama/Copil care înfățișa un bărbat ce efectuează o autofelație.